# Lijst van nummer 1-hits in Frankrijk in 1986
Deze hits stonden in 1986 op nummer 1 in de SNEP Single Top 50, de bekendste hitlijst in Frankrijk.
| Datum        | Artiest                              | Titel                |
| ------------ | ------------------------------------ | -------------------- |
| 4 januari    | Jean-Jacques Goldman & Michael Jones | Je te donne          |
| 11 januari   | Jean-Jacques Goldman & Michael Jones | Je te donne          |
| 18 januari   | Jean-Jacques Goldman & Michael Jones | Je te donne          |
| 25 januari   | Jean-Luc Lahaye                      | Papa chanteur        |
| 1 februari   | Daniel Balavoine                     | L'Aziza              |
| 8 februari   | Daniel Balavoine                     | L'Aziza              |
| 15 februari  | Daniel Balavoine                     | L'Aziza              |
| 22 februari  | Daniel Balavoine                     | L'Aziza              |
| 1 maart      | Daniel Balavoine                     | L'Aziza              |
| 8 maart      | Daniel Balavoine                     | L'Aziza              |
| 15 maart     | Daniel Balavoine                     | L'Aziza              |
| 22 maart     | Daniel Balavoine                     | L'Aziza              |
| 29 maart     | Gold                                 | Capitaine abandonné  |
| 5 april      | Gold                                 | Capitaine abandonné  |
| 12 april     | Gold                                 | Capitaine abandonné  |
| 19 april     | Gold                                 | Capitaine abandonné  |
| 26 april     | Stéphanie                            | Ouragan              |
| 3 mei        | Stéphanie                            | Ouragan              |
| 10 mei       | Stéphanie                            | Ouragan              |
| 17 mei       | Stéphanie                            | Ouragan              |
| 24 mei       | Stéphanie                            | Ouragan              |
| 31 mei       | Stéphanie                            | Ouragan              |
| 7 juni       | Stéphanie                            | Ouragan              |
| 14 juni      | Stéphanie                            | Ouragan              |
| 21 juni      | Stéphanie                            | Ouragan              |
| 28 juni      | Stéphanie                            | Ouragan              |
| 5 juli       | Jeanne Mas                           | En rouge et noire    |
| 12 juli      | Jeanne Mas                           | En rouge et noire    |
| 19 juli      | Images                               | Les démons de minuit |
| 26 juli      | Images                               | Les démons de minuit |
| 2 augustus   | Images                               | Les démons de minuit |
| 9 augustus   | Images                               | Les démons de minuit |
| 16 augustus  | Images                               | Les démons de minuit |
| 23 augustus  | Images                               | Les démons de minuit |
| 30 augustus  | Images                               | Les démons de minuit |
| 6 september  | Images                               | Les démons de minuit |
| 13 september | Images                               | Les démons de minuit |
| 20 september | Images                               | Les démons de minuit |
| 27 september | Images                               | Les démons de minuit |
| 4 oktober    | Images                               | Les démons de minuit |
| 11 oktober   | Images                               | Les démons de minuit |
| 18 oktober   | MC Miker G & DJ Sven                 | Holiday rap          |
| 25 oktober   | MC Miker G & DJ Sven                 | Holiday rap          |
| 1 november   | Julie Pietri                         | Ève lève-toi         |
| 8 november   | Europe                               | The final countdown  |
| 15 november  | Europe                               | The final countdown  |
| 22 november  | Europe                               | The final countdown  |
| 29 november  | Europe                               | The final countdown  |
| 6 december   | Europe                               | The final countdown  |
| 13 december  | Europe                               | The final countdown  |
| 20 december  | Europe                               | The final countdown  |
| 27 december  | Europe                               | The final countdown  |